# Privilegierte Feuerschützengesellschaft Schwabach
Koordinaten: 49° 19′ 45″ N, 11° 1′ 15″ O
Die Privilegierte Feuerschützengesellschaft Schwabach ist ein Schützenverein in Schwabach.

## Geschichte
Erstmals schriftlich erwähnt sind die Schwabacher Schützen im Zusammenhang mit einem Kriegszug der Ansbacher Markgräfin Elisabeth im Jahr 1411. Erste sportliche Betätigungen sind im Stadtarchiv Kitzingen in Form von zwei Ladschreiben aus den Jahren 1555 und 1566 zu Schützenfesten in Schwabach dokumentiert.
1807 verloren die Schützen ihre Ordnungs- und Militäraufgaben, als im Königreich Bayern eine neue Wehrverfassung entstand und die Landwehr gebildet wurde.
1868 folgte die Anerkennung durch die Allgemeine Schützen-Ordnung für das Königreich Bayern.